# Kintetsu

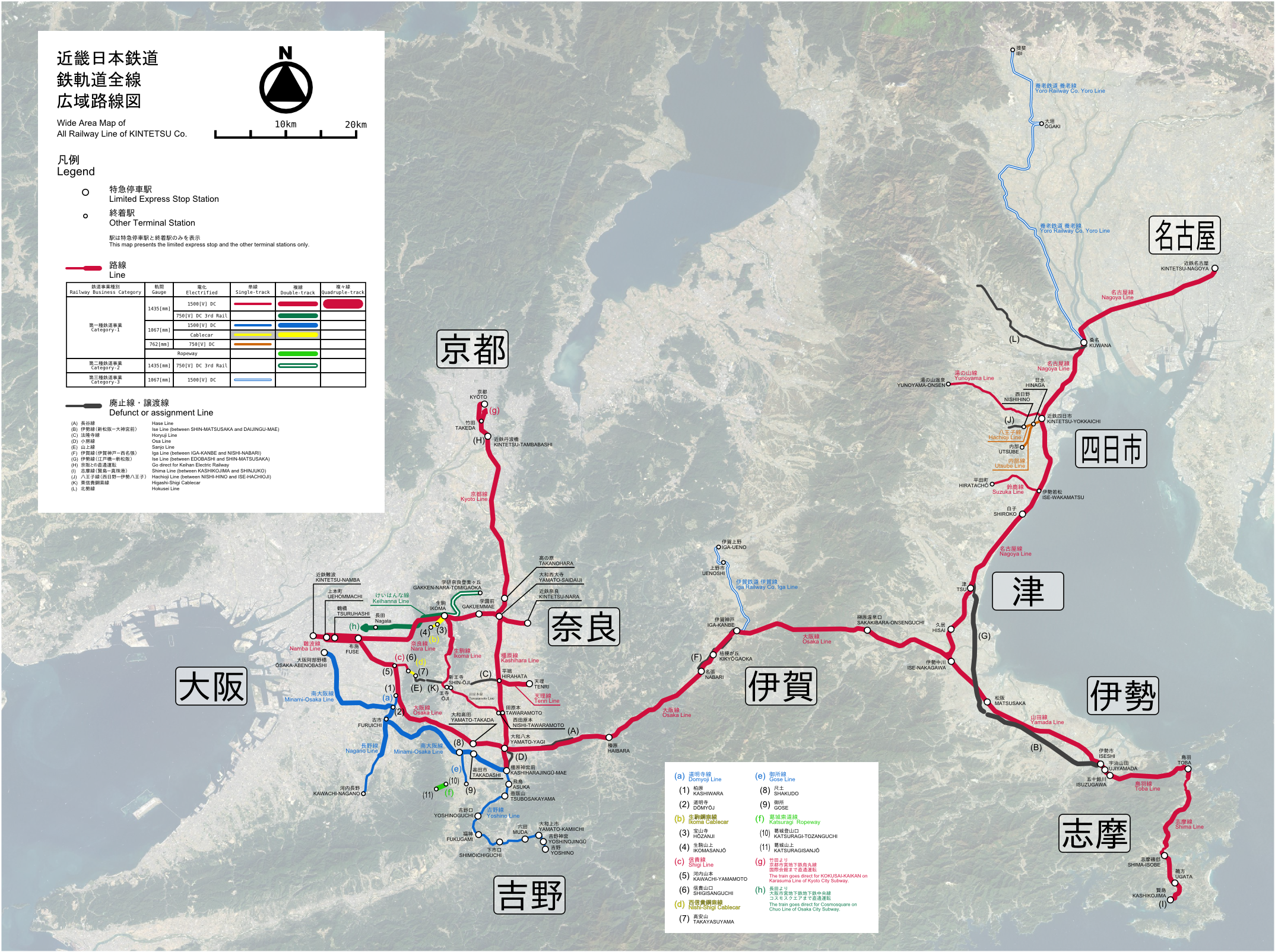
Het netwerk van Kintetsu

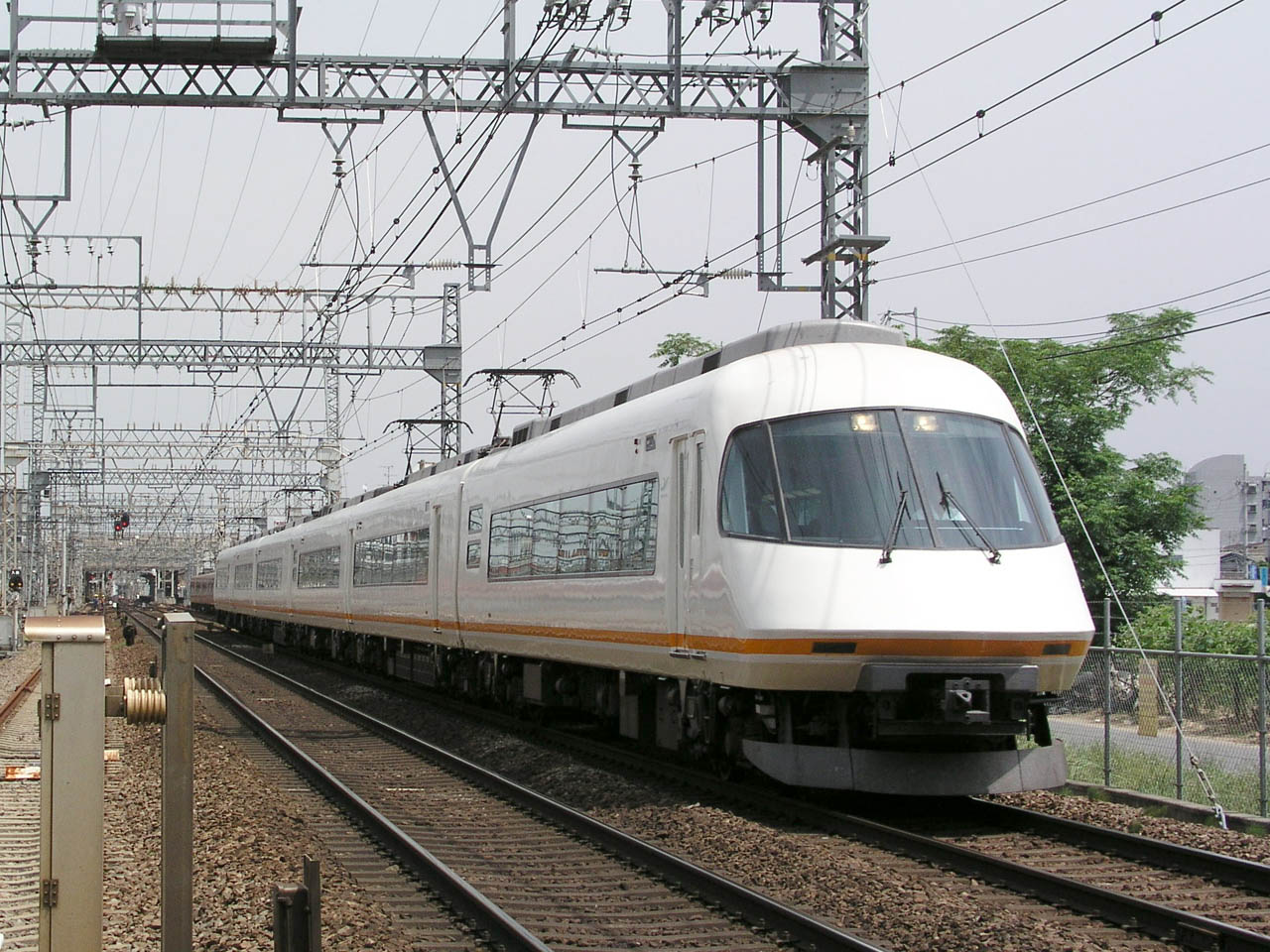
Kintetsu type 21000

De Kintetsu Corporation (Japans: 近畿日本鉄道株式会社, Kinki Nippon Tetsudō Kabushiki-gaisha), algemeen bekend onder de naam Kintetsu (近鉄) is het grootste privé-spoorwegbedrijf in Japan. Tot 27 juni 2003 stond de maatschappij bekend onder de naam Kinki Nippon Railway. De maatschappij heeft een uitgebreid netwerk van spoorlijnen die de steden Osaka, Kioto, Nara, Nagoya, Tsu, Ise en Gifu verbinden. Kintetsu is eveneens actief in het toerisme en in onroerende goederen. Kintetsu bouwt ook zijn eigen treinen (Kinki Sharyo) die onder meer gebruikt worden in de Verenigde Staten, Egypte en Hongkong. De maatschappij werd in 1910 opgericht als Nara Kidō (奈良軌道). De Kintetsu Corporation vormt het belangrijkste onderdeel van de Kintetsu-groep.

## Spoorlijnen
Kintetsu beschikt over 1976 treinen die een netwerk bedienen van 508,2 km. Dagelijks maken ongeveer 1.680.000 passagiers gebruik van dit netwerk. Het netwerk strekt uit over de regio’s Kansai en Tokai.
- Normaalspoor 1435 mm
  - Osaka-lijn (大阪線) (Uehommachi - Ise-Nakagawa)
    - Shigi-lijn (信貴線) (Kawachi-Yamamoto - Shigisanguchi)

  - Nagoya-lijn (名古屋線) (Kintetsu-Nagoya - Ise-Nakagawa)
    - Yunoyama-lijn (湯の山線) (Kintetsu-Yokkaichi - Yunoyama-Onsen)
    - Suzuka-lijn (鈴鹿線) (Ise-Wakamatsu - Hiratacho)

  - Yamada-lijn (山田線) (Ise-Nakagawa - Ujiyamada)
  - Toba-lijn (鳥羽線) (Ujiyamada - Toba)
  - Shima-lijn (志摩線) (Toba - Kashikojima)
  - Nara-lijn (奈良線) (Fuse - Kintetsu-Nara)
    - Namba-lijn (難波線) (Kintetsu-Namba - Uehommachi)
    - Ikoma-lijn (生駒線) (Ikoma - Oji)

  - Kioto-lijn (京都線) (Kyoto - Yamato-Saidaiji)
    - Kashihara-lijn (橿原線) (Yamato-Saidaiji - Kashiharajingu-mae)
    - Tenri-lijn (天理線) (Hirahata - Tenri)
    - Tawaramoto-lijn (田原本線) (Shin-Oji - Nishi-Tawaramoto)

  - Keihanna-lijn (けいはんな線) (Nagata - Ikoma)
- Kaapspoor 1067 mm
  - Minami-Osaka-lijn (南大阪線) (Osaka-Abenobashi - Kashiharajingu-mae)
    - Domyoji-lijn (道明寺線) (Domyoji - Kashiwara)
    - Nagano-lijn (長野線) (Furuichi - Kawachi-Nagano)
    - Gose-lijn (御所線) (Shakudo - Kintetsu-Gose)
    - Yoshino-lijn (吉野線) (Kashiharajingu-mae - Yoshino)
- Smalspoor 762 mm
  - Utsube-lijn (内部線) (Kintetsu-Yokkaichi - Utsube)
  - Hachioji-lijn (八王子線) (Hinaga - Nishi-Hino)
- Kabelspoorweg
  - Ikoma-kabelbaan (生駒鋼索線) (Toriimae - Ikoma-Sanjo)
  - Nishi-Shigi-lijn (西信貴鋼索線) (Shigisanguchi - Takayasuyama)
- Kabelbaan
  - Katsuragi-kabelbaan (葛城索道線) (Katsuragi-toazanguchi - Katsuragi-sanjo)
- Daarnaast zijn er ook spoorlijnen die in handen van Kintetsu zijn, maar door derden worden uitgebaat:
  - Iga-lijn (uitgebaat door Iga Tetsudō)
  - Yōrō-lijn (uitgebaat door Yōrō Tetsudō)

## Andere activiteiten van Kintetsu
- Kinki Nippon Rent-A-Car
- Kinki Nippon Tourist Travel Agency (reisbureau)
- Kinki Sharyo
- Kintetsu Bus
- Kintetsu Department Store (warenhuizen)
- Kintetsu Hanazono rugbystadium
- Kintetsu World Express (cargovervoer)
- Miyako hotels en resorts